# Nyctemera consobrina
Nyctemera consobrina är en fjärilsart som beskrevs av Hopffer. 1874. Nyctemera consobrina ingår i släktet Nyctemera och familjen björnspinnare. Inga underarter finns listade i Catalogue of Life.